# Townscaper
《Townscaper》是由Oskar Stålberg在2020年6月发行的独立游戏。该作是一款具有低多边形和简单用户界面特点的城市建造遊戲。

## 玩法
该作没有固定的目标或者剧情。开发商对其描述是一款“比玩具还要玩具”的游戏。玩家通过在海上放置和移除色块来建造一个海岛城镇。各种规则决定了这些街区的外观，有的带有尖顶，有的则带有露臺。基于这些规则的装饰方法可以使得玩家在没有具体的游戏说明下创造不限于拱、園林和楼梯的装饰品。